# 唯識二十論
唯識二十論（ゆいしきにじゅうろん、viṃśatikā-vijñapti-mātratā-siddhi）1巻は、世親によって造られた、唯識の主要な論書である。

## 内容
『唯識二十論』は、仏教以外の学派や部派仏教や他の大乗仏教の立場から、唯識説に対する批判や疑問に答える形で、唯識説を明らかにしている。そのため、直接的に唯識説を体系付けて説明している『唯識三十頌』とは構成が異なっていることに注意しなくてはならない。
唯識説の根本は「諸法（すべての存在現象）は識にほかならない」という説である。しかし、世親は阿頼耶識も含めて、「識は非識を自性となす」(識の本質は無である)としている。つまり、識を実在と考えず、実在(境)は識を超えたものであるとみている。これを説明するために、本論では夢の喩えを使って説明するが、修行者(瑜伽行者)が誤まった実在の観念を破るためにはふさわしいが、「識は非識」であることに注意していないと、観念論に陥ってしまう。
この意味で、護法(Dharmapāla)の『成唯識論』の立場とは大きく趣きを異にしている。

## テキスト
- 唯識二十論 1巻、玄奘訳、大正大蔵経巻31
- 『Vijñaptimātratāsiddhi』 Sylvain Lévi, Paris, 1925年
- チベット訳 東北目録 No.113

## 註釈書
- 成唯識宝性論 5巻、護法註、大正蔵、巻31 一名『二十唯識順釋論』と呼ばれる。